# Otto Lendle
Otto Lendle (* 17. Januar 1926 in Bad Hersfeld; † 8. März 1999 in Mellnau) war ein deutscher Altphilologe.
Der Sohn eines Mathematiklehrers war Luftwaffenhelfer im Zweiten Weltkrieg. Im Elsass wurde er verwundet und geriet in amerikanische Gefangenschaft. Nach dem Krieg studierte er Klassische Philologie und Archäologie in Göttingen und Marburg. In Marburg promovierte er 1953 über „Die Pandorasage bei Hesiod“. 1962 folgte die Habilitation über „Encomium in Sanctum Stephanum protomartyrem“. 1967 wurde er Professor für Klassische Philologie an der Universität des Saarlandes. Zehn Jahre später wechselte er nach Marburg, wo er bis zu seiner Emeritierung 1991 lehrte. Von 1970 bis 1989 war er Mitglied der Zentraldirektion des Deutschen Archäologischen Instituts.
Otto Lendle beschäftigte sich mit antiken Autoren wie Hesiod, Xenophon und Gregor von Nyssa sowie mit Belagerungstechnik (Poliorketik) und Geschichtsschreibung. Die Beschäftigung mit einem großen Kommentar zu den sieben Büchern von Xenophons „Anabasis“ (1995) führte zu einem historischen Roman (Die Söldner des Kyros, 1999).

## Schriften
- Schildkröten. Antike Kriegsmaschinen in poliorketischen Texten (= Palingenesia, Band 10), Franz Steiner Verlag, Wiesbaden 1975, ISBN 3-515-02066-7
- Texte und Untersuchungen zum technischen Bereich der Antiken Poliorketik. (= Palingenesia, Band 19), Franz Steiner Verlag, Wiesbaden 1983, ISBN 3-515-03674-1
- Einführung in die griechische Geschichtsschreibung. Von Hekataios bis Zosimos. Wissenschaftliche Buchgesellschaft, Darmstadt 1992 (Die Altertumswissenschaft. Einführungen), ISBN 3-534-10122-7
- Kommentar zu Xenophons Anabasis (Bücher 1–7). Wissenschaftliche Buchgesellschaft, Darmstadt 1995, ISBN 3-534-12813-3
- Die Söldner des Kyros. Historischer Tatsachenroman. Primus-Verlag, Darmstadt 1999, ISBN 3-89678-216-9